# سیارک ۶۷۲۹
سیارک ۶۷۲۹ (به انگلیسی: 6729 Emiko، نامگذاری:1991VV2) شش هزار و هفتصد و بیست و نهمین سیارک کشف شده‌است که در ۴ نوامبر ۱۹۹۱ کشف شد.
قدر مطلق سیارک برابر ۱۲٫۵۰ است.